# Депараць
Депараць, Депараці (рум. Deparați) — село у повіті Телеорман в Румунії. Входить до складу комуни Тріваля-Моштень.
Село розташоване на відстані 71 км на захід від Бухареста, 35 км на північ від Александрії, 112 км на схід від Крайови.

## Населення
За даними перепису населення 2002 року у селі проживали 1392 особи, усі — румуни. Усі жителі села рідною мовою назвали румунську.